# Chapinería
Chapinería és un municipi de la Comunitat de Madrid.

## Demografia
| 1991 | 1996 | 2001 | 2004 |
| ---- | ---- | ---- | ---- |
| 907  | 1245 | 1439 | 1726 |